# PGC 10434
LEDA/PGC 10434 ist eine Galaxie im Sternbild Perseus am Nordsternhimmel. Sie ist schätzungsweise 174 Millionen Lichtjahre von der Milchstraße entfernt. Vom Sonnensystem aus entfernt sich das Objekt mit einer errechneten Radialgeschwindigkeit von näherungsweise 3.800 Kilometern pro Sekunde.

## Galaktisches Umfeld
| Nr. | Galaxie          | Alternativname            | Rek          | Dek          | Distanz/asec |
| --- | ---------------- | ------------------------- | ------------ | ------------ | ------------ |
| →   | LEDA/PGC 10434   | WISEA J024532.73+413345.4 | 02h45m32.70s | +41d33m46.5s | 0            |
| 1   | LEDA/PGC 2181665 | 2MASX J02452801+4128286   | 02h45m28.00s | +41d28m28.7s | 326.42       |
| 2   | LEDA/PGC 2184265 | 2MASX J02461039+4138068   | 02h46m10.36s | +41d38m07.2s | 494.97       |
| 3   | LEDA/PGC 2181711 | 2MASX J02460805+4128358   | 02h46m08.04s | +41d28m36.1s | 507.36       |
| 4   | LEDA/PGC 2185910 | 2MASX J02454494+4143578   | 02h45m44.93s | +41d43m57.8s | 622.41       |
| 5   | LEDA/PGC 2185940 | WISEA J024512.76+414404.3 | 02h45m12.81s | +41d44m04.6s | 652.88       |
| 6   | LEDA/PGC 2180600 | 2MASX J02462701+4124190   | 02h46m27.02s | +41d24m18.9s | 837.61       |
| 7   | LEDA/PGC 2182190 | 2MASX J02464817+4130324   | 02h46m48.15s | +41d30m32.5s | 870.94       |
| 8   | LEDA/PGC 3096846 | 2MASX J02455929+4119188   | 02h45m59.27s | +41d19m18.6s | 922.47       |